# Sebastiania subulata
Sebastiania subulata är en törelväxtart som först beskrevs av Johannes Müller Argoviensis, och fick sitt nu gällande namn av Ferdinand Albin Pax. Sebastiania subulata ingår i släktet Sebastiania och familjen törelväxter.
Artens utbredningsområde är Paraguay. Inga underarter finns listade i Catalogue of Life.